# Ери Тосака
Ери Тосака (Такаока, 30. август 1993) је јапанска рвачица и олимпијски победница. На Олимпијским играма 2016. у Рио де Жанериру освојила је злато у категорији до 48кг. На Светском првенству тријумфовала је 2013, 2014. и 2015, а 2012. била је сребрна. На Универзијади 2013. освојила је златну медаљу.